# Kylie Bisutti
Kylie Ann Bisutti (nacida Ludlow; Simi Valley, California; 31 de marzo de 1990) es una autora y exmodelo estadounidense quien ganó la competición de 2009 "Victoria's Secret Model Search", retransmitida en línea por CBS y la cual concluyó el 1 de diciembre de ese año con el Victoria's Secret Fashion Show. Después de eso, dejó de modelar lencería debido a que ello no concordaba con su ideología cristiana y en 2013 publicó sus memorias en un libro titulado, No Soy Ningún Ángel: De Modelo de Victoria's Secret a Modelo a seguir.